# لیتن، نیو ساوت ولز
لیتن (به انگلیسی: Leeton) یک شهرک در استرالیا است که در لیتن شایر واقع شده‌است.